# Trichomanes murilloanum
Trichomanes murilloanum är en hinnbräkenväxtart som beskrevs av A. Rojas. Trichomanes murilloanum ingår i släktet Trichomanes och familjen Hymenophyllaceae. Inga underarter finns listade.